# لينكولنتون
لينكولنتون (بالإنجليزية: Lincolnton, Georgia)‏ هي مدينة تقع في مقاطعة لينكن، جورجيا بولاية جورجيا في الولايات المتحدة. تبلغ مساحة هذه المدينة 8.3 (كم²)، وترتفع عن سطح البحر 143 م، بلغ عدد سكانها 1595 نسمة في عام 2010 حسب إحصاء مكتب تعداد الولايات المتحدة.

## أعلام
- بارني باسي
- غاريسون هارست
- جو هاينز
- براندون باردن
- فاي كينغ

## وصلات خارجية
- Cities & Counties - Georgia.gov